# Aldrans
Aldrans is een gemeente in het district Innsbruck Land van de Oostenrijkse deelstaat Tirol.
Aldrans ligt op een middelgebergteterras ten zuidoosten van en grenzend aan Innsbruck. De naam is afkomstig van het oude veld Allrainer Veld, dat in 1312 werd vermeld in een document als Alrains. Tot de gemeente behoren naast de gelijknamige hoofdkern de gehuchten Rans, Prockenhöfe, Wiesenhöfe en Herzsee, dat aan het gelijknamige meer gelegen is.
Een dorpsbrand in 1893 verwoeste bijna het gehele dorp. In 1927 werd aan de rand een middengolfzender voor radio-uitzendingen geplaatst. Deze werd later omgebouwd tot een kortegolfzender en in 1984 gedemonteerd. Aldrans heeft door zijn ligging ten opzichte van Innsbruck met name een functie als forensengemeente. Aldrans is gelegen aan de Innsbrucker Mittelgebirgsbahn, een spoorlijn die het middelgebergte ten zuidoosten van Innsbruck ontsluit. Het dorp is ook door middel van streekbussen bereikbaar.